# Synagoge (Podmokly u Sušice)
Koordinaten: 49° 13′ 51,9″ N, 13° 34′ 42″ O

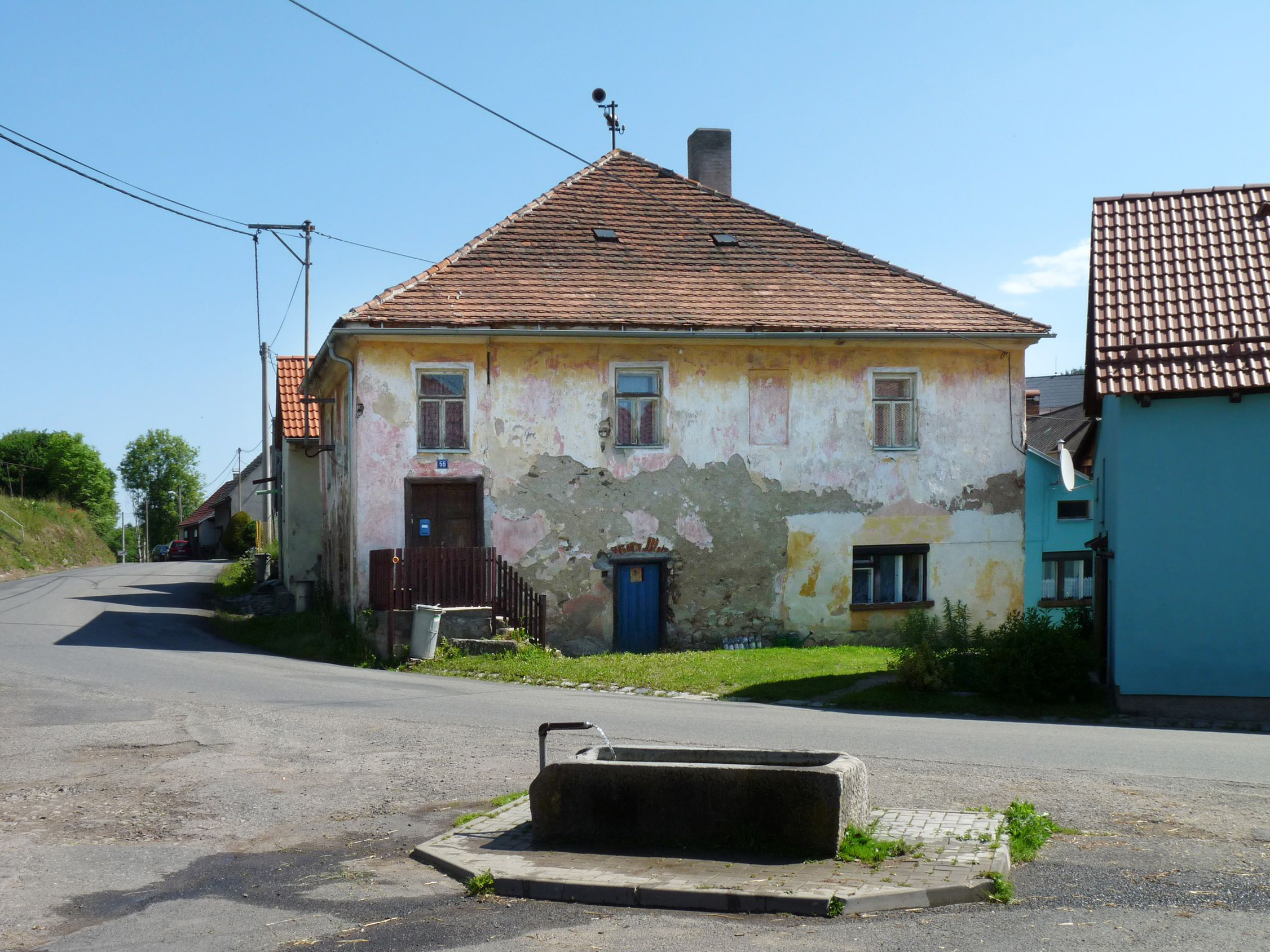
Ehemalige Synagoge in Podmokly u Sušice

Die Synagoge in Podmokly u Sušice (deutsch Podmok), einer Gemeinde im Okres Klatovy in Tschechien, wurde nach dem Erlöschen der jüdischen Gemeinde profaniert. Das Synagogengebäude wurde Ende des 19. Jahrhunderts zu einem Wohnhaus umgebaut.